# Service interne pour la prévention et la protection au travail
 (mai 2022).
Un service interne pour la prévention et la protection au travail (SIPPT) est un service assurant le bien-être du travailleur et le respect des lois en Belgique. Il doit être organisé par toute entreprise employant du personnel.